# Albert Benitz
Pour les articles homonymes, voir Benitz.
Albert Benitz, né le 17 novembre 1904 à Littenweiler (Fribourg-en-Brisgau dans le Bade-Wurtemberg) et mort le 11 mars 1979 à Hambourg, est un cadreur allemand.

## La société de production cinématographique
Hans Schneeberger, Sepp Allgeier, Albert Benitz, Walter Riml et Richard Angst sont des cinéastes, pionniers de la prise de vue en montagne, qui firent partie de la Freiburger Berg-und Sportfilm GmbH, une société de production cinématographique spécialisée dans le tournage de films de montagne et de sports, fondée le 8 mai 1920 par Arnold Fanck et Odo I. Deodatus Tauern (de) à Fribourg-en-Brisgau.

## Filmographie sélective

### En tant que cadreur
- 1926 : La Montagne sacrée
- 1927 : Le Grand Saut
- 1928 : Milak, le chasseur du Groenland (également acteur)
- 1928 : Le Stade blanc (Das weiße Stadion) d'Arnold Fanck (documentaire)
- 1930 : Le Fils de la montagne blanche
- 1931 : La Montagne en flammes
- 1936 : L'Empereur de Californie
- 1938 : Le Défi
- 1939 : Le Grand Élan
- 1940 : Der Feuerteufel de Luis Trenker
- 1955 : Le Général du Diable
- 1955 : Il prigioniero della montagna
- 1956 : Le Capitaine de Köpenick
- 1962 : Échec à la brigade criminelle (Das Testament des Dr. Mabuse) de Werner Klingler

### En tant que réalisateur
- 1949 : La Belle et le Clochard